# 茅野直彦
茅野 直彦（ちの ただひこ、1937年（昭和12年）7月4日 - ）は、日本の囲碁棋士。千葉県野田市出身、中村勇太郎九段郎門下、日本棋院所属、九段。プロ十傑戦8位入賞、本因坊戦リーグ2期など。

## 経歴
野田市生まれ。1950年中村勇太郎に入門、院生となる。1953年初段。同年二段。1954年三段。1956年北陸新聞日本棋院新人戦で優勝。1959年五段。1963年六段。1966年大手合一部三等、七段。1970年プロ十傑戦8位入賞、本因坊戦リーグ入り。1974年八段。1975年本因坊戦リーグ入り。1978年棋戦戦八段戦優勝、最高棋士決定戦出場。1980年八段戦準優勝。1983年九段。1988年、89年に碁聖戦ベスト4。
2021年引退。通算成績789勝675敗9ジゴ1無勝負。